# Office national de l'emploi (république démocratique du Congo)
 (février 2025).
Motif : Où sont les sources secondaires, centrées et indépendantes qui montrent que les critères d'admissibilité sont atteints ? De plus, l'article a été rédigé d'un bloc et les sources ont été ajoutées ensuite.
- Archive Wikiwix
- Bing
- Cairn
- DuckDuckGo
- E. Universalis
- Gallica
- Google
- G. Books
- G. News
- G. Scholar
- Persée
- Qwant
- (zh) Baidu
- (ru) Yandex
- (wd) trouver des œuvres sur Wikidata

| 1. | Préciser le motif de la pose du bandeau. | Précisez le motif de la pose du bandeau en utilisant la syntaxe suivante : {{admissibilité à vérifier\|date=avril 2025\|motif=remplacez ce texte par le motif}}                                                                     |
| 2. | Informer les utilisateurs concernés.     | Pensez à avertir le créateur de l'article, par exemple, en insérant le code ci-dessous sur sa page de discussion : {{subst:avertissement admissibilité à vérifier\|Office national de l'emploi (république démocratique du Congo)}} |

L'Office national de l'emploi « ONEM » est un organisme public chargé de la gestion et de la régulation du marché de l'emploi dans plusieurs pays, notamment en Belgique et en république démocratique du Congo (RDC). Son rôle principal consiste à promouvoir l'emploi, à assurer le suivi des demandeurs d'emploi et à mettre en place des politiques de lutte contre le chômage.

## Histoire
L'ONEM a été créé le 16 octobre 2002, dans le but de répondre aux défis croissants liés au marché du travail. En Belgique, il trouve son origine dans les politiques de protection sociale mises en place au XXe siècle pour garantir un revenu aux personnes privées d'emploi. En république démocratique du Congo, l'ONEM a vu le jour pour organiser et structurer l’offre et la demande sur le marché du travail face aux défis économiques du pays,,.

## Missions et attributions
L'ONEM remplit plusieurs missions essentielles dans le cadre de ses activités. Ces missions varient en fonction des pays où il est implanté, mais elles se regroupent autour de plusieurs axes principaux,,, :

### Gestion des allocations de chômage
L'ONEM est chargé d'attribuer des allocations aux demandeurs d'emploi remplissant les critères d’éligibilité. Il contrôle également la conformité des bénéficiaires aux obligations légales et lutte contre la fraude sociale,.

### Promotion de l'emploi
L'office met en place des mesures pour favoriser l'insertion professionnelle, notamment à travers des formations, des aides à l’embauche et des incitations pour les employeurs recrutant des travailleurs en difficulté,.

### Orientation et accompagnement des demandeurs d’emploi
Les services de l'ONEM proposent un accompagnement personnalisé aux demandeurs d'emploi afin d’améliorer leurs compétences et leur employabilité,,,.

### Suivi des statistiques du marché du travail
L'ONEM joue également un rôle dans la collecte et l’analyse des données relatives au marché du travail. Ces informations permettent aux autorités publiques d’ajuster leurs politiques en matière d'emploi.

## Organisation et fonctionnement
L'ONEM fonctionne sous la tutelle du ministère chargé de l’emploi dans chaque pays où il opère. Il est organisé en plusieurs directions et services spécialisés qui assurent la mise en œuvre des politiques de l’emploi.

### Structure administrative
L'ONEM est généralement structuré en une direction générale accompagnée de plusieurs départements chargés de différentes missions, tels que la gestion des allocations, le suivi des demandeurs d’emploi et la régulation du marché du travail.

### Partenariats et collaborations
L’office collabore avec divers acteurs, notamment les entreprises, les institutions de formation et les organisations internationales spécialisées dans le travail et l’emploi,,.

## Défis et perspectives

### Défis
L'ONEM fait face à plusieurs défis dans l’accomplissement de ses missions. Parmi eux, on retrouve :
- L’évolution du marché du travail : la digitalisation et l’automatisation modifient les profils de compétences demandés par les employeurs.
- La lutte contre le chômage des jeunes : l’ONEM doit adapter ses programmes pour favoriser l’insertion professionnelle des jeunes diplômés et des personnes sans qualification.
- L'impact des crises économiques : les fluctuations économiques influencent la capacité de l'ONEM à répondre efficacement aux besoins des demandeurs d'emploi.